# Juan Carlos Cisneros
Juan Carlos Cisneros (n. Buenos Aires, Argentina, 18 de mayo de 1977) es un exfutbolista argentino. Jugaba de mediocampista y militó en diversos clubes del mundo, como por ejemplo el Guaraní de Paraguay, Jorge Wilstermann de Bolivia y Colo-Colo de Chile entre otros.

## Trayectoria

### Clubes
| Club                   | País      | Año       |
| ---------------------- | --------- | --------- |
| Deportivo Español      | Argentina | 1997-1999 |
| Cipolletti             | Argentina | 1999-2000 |
| Colo-Colo              | Chile     | 2000      |
| San Martín de San Juan | Argentina | 2001      |
| Guaraní                | Paraguay  | 2001-2002 |
| Ferro Carril Oeste     | Argentina | 2002-2003 |
| Jorge Wilstermann      | Bolivia   | 2004-2007 |
| Argentino de Rosario   | Argentina | 2008      |
| Atlético Concepción    | Argentina | 2012-2013 |